# Some Hearts (песня)
«Some Hearts» (с англ. — «Некоторые сердца») — песня, написанная Дианой Уоррен. Первоначально композиция была написана для Белинды Карлайл, которая записала эту песню как демо для её альбома 1987-го Heaven on Earth, однако позже композиция не была добавлена в пластинку. Песня вышла как сингл Маршалла Криншоу от альбома Good Evening в 1989; в чарты песня не попала. Кавер-версии песни исполняли Келли Левеск для саундтрека фильма America’s Sweethearts (2001), Мария Арредондо для своего альбома Not Going Under (2004) и Керри Андервуд для дебютного одноименного альбома (2005).

## Версия Керри Андервуд
«Some Hearts» (с англ. — «Некоторые сердца») — кавер-версия и второй сингл с дебютного студийного альбома американской кантри-певицы Кэрри Андервуд. В США песня вышла 29 октября 2005 года. Песня вышла только на поп-радио и радио современной взрослой музыки США в ноябре 2005, примерно в то же время, когда сингл Jesus, Take the Wheel вышел на кантри-радиостанции.
Песня Некоторые сердца достигла 12 места чарта Billboard Adult Contemporary и 22 места чарта Adult Top 40. К синглу не было снято музыкальное видео. По состоянию на февраль 2010 года по США было продано 207,000 копий .
Андервуд исполнила песню на сцене 2005 Billboard Music Awards, 2006 NBA All-Star Game в Хьюстоне, в эпизоде телешоу The Ellen DeGeneres Show и во время её турне Carrie Underwood: Live 2006 . Песню коммерчески использовали на сайте American Idol во время показа 6-го сезона, пока её не заменила песня " Home " группы Daughtry .

### Список песен
| №  | Название      | Длительность |
| -- | ------------- | ------------ |
| 1. | «Some Hearts» | 3:48         |

### Чарты
Недельные чарты
| Чарт (2005-06)                  | Место |
| ------------------------------- | ----- |
| Канада AC                       | 31    |
| US Billboard Adult Contemporary | 12    |
| US Billboard Adult Top 40       | 22    |

Годовые чарты
| Чарт (2006)           | Место |
| --------------------- | ----- |
| US Adult Contemporary | 24    |

### Продажи
По состоянию на февраль 2010 года по США было продано около 207,000 копий.